# Swift (cráter)
Swift es un pequeño cráter de impacto que se encuentra en la parte noroeste del Mare Crisium, en la parte noreste de la cara visible de la Luna. A menos de dos diámetros al sur se halla el cráter más grande Peirce. Unos 25 km al oeste aparecen las Dorsum Oppel. Swift fue previamente designado Peirce B antes de ser designado con su nombre actual por la UAI.
|  |  |

Esta formación es circular y en forma de cuenco, con una pequeña plataforma en el punto medio de sus paredes interiores inclinadas. Es un cráter simétrico, con poca apariencia de desgaste por impactos menores.
El cráter es denominado Graham en algunos mapas.

## Referencias

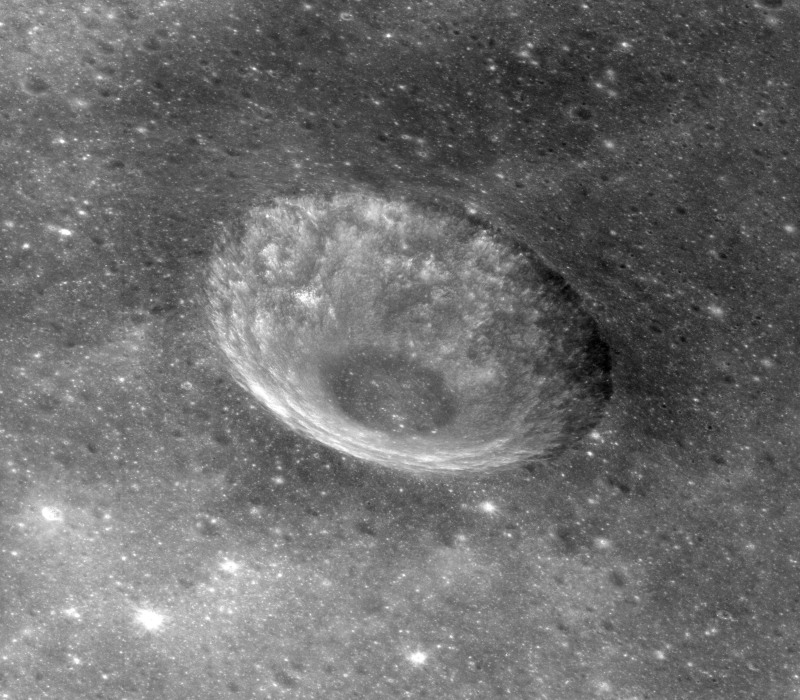
Vista oblicua desde el Apolo 17, mirando al norte